# 7e arrondissement (Parijs)
Het 7e arrondissement is een van de twintig arrondissementen van Parijs. De wijk ligt op de Rive Gauche (ten zuiden van de Seine). In het arrondissement liggen veel overheidsgebouwen en relatief weinig huizen en winkels, waardoor het wat minder levendig is dan de rest van Parijs. Het is sinds de zeventiende eeuw een woonplaats voor de Franse adel, vooral rondom de Faubourg Saint-Germain, en wordt samen met het 16e arrondissement en Neuilly-sur-Seine tot de duurste en meest welvarende delen van Parijs gerekend.
Rachida Dati is sinds 2008 de burgemeester van het arrondissement.

## Wijken
Het 7e arrondissement is zoals alle arrondissementen in vier wijken opgedeeld:
- Quartier de Saint-Thomas-d'Aquin
- Quartier des Invalides
- Quartier de l'École-Militaire
- Quartier du Gros-Caillou

## Bezienswaardigheden
- Champ-de-Mars
- Eiffeltoren

### Musea
- Musée du quai Branly
- Musée d'Orsay
- Musée Rodin

### Overig
- Église Sainte-Clotilde
- École militaire
- Hôtel des Invalides
- Hôtel Matignon
- Assemblée nationale
- Sciences Po

Bezienswaardigheden
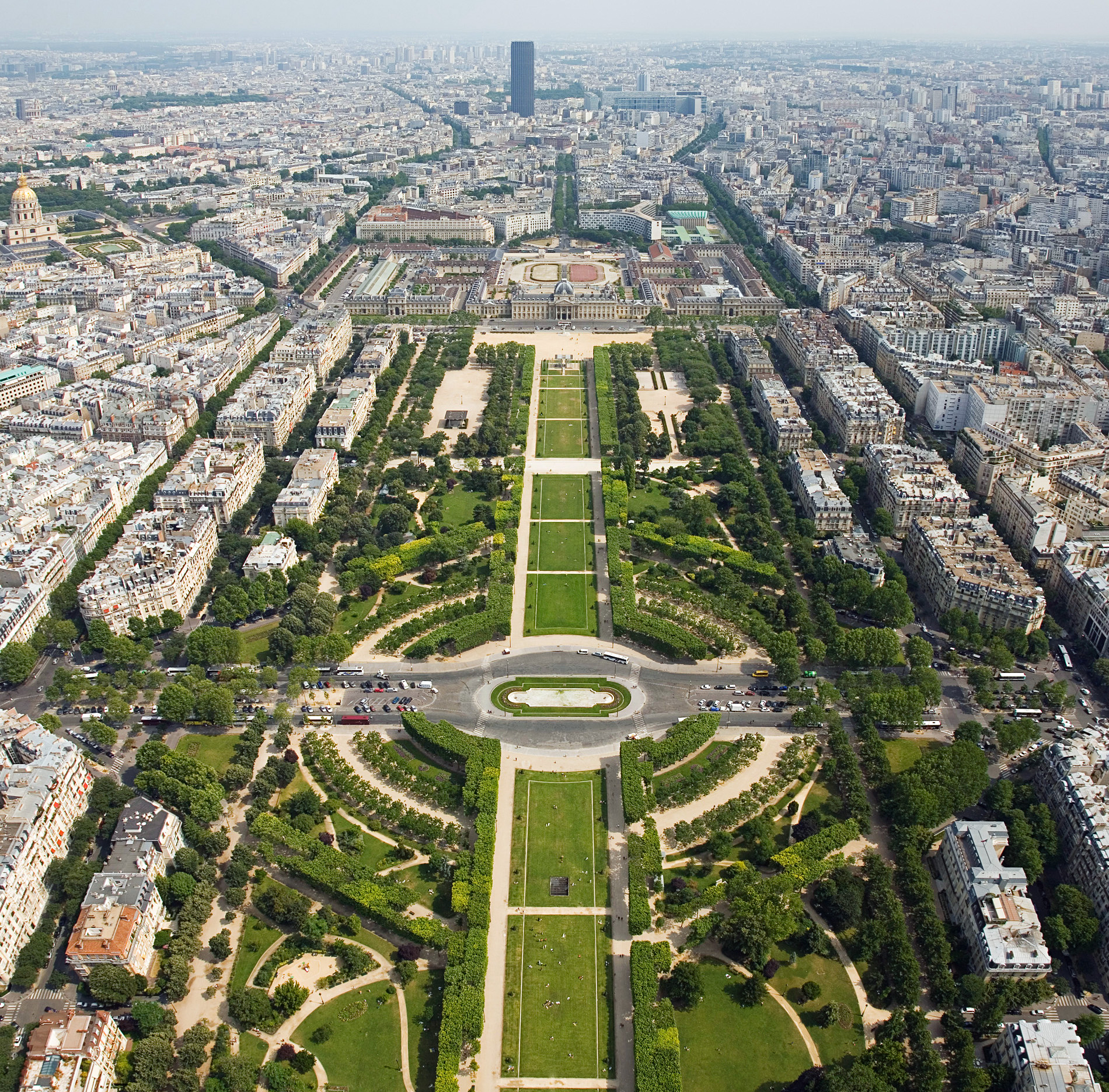
Champ-de-Mars vanaf de Eiffeltoren richting de Tour Montparnasse
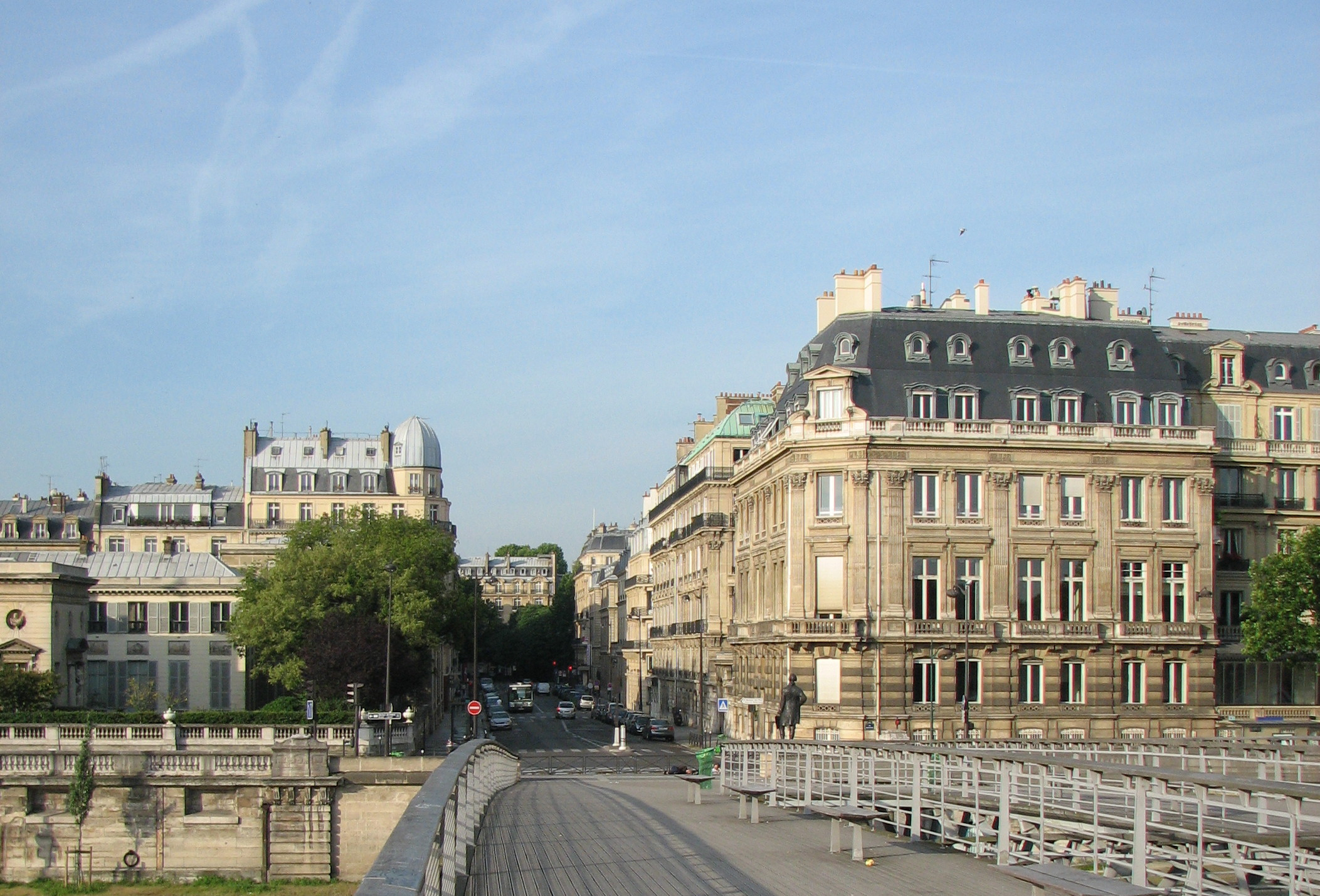
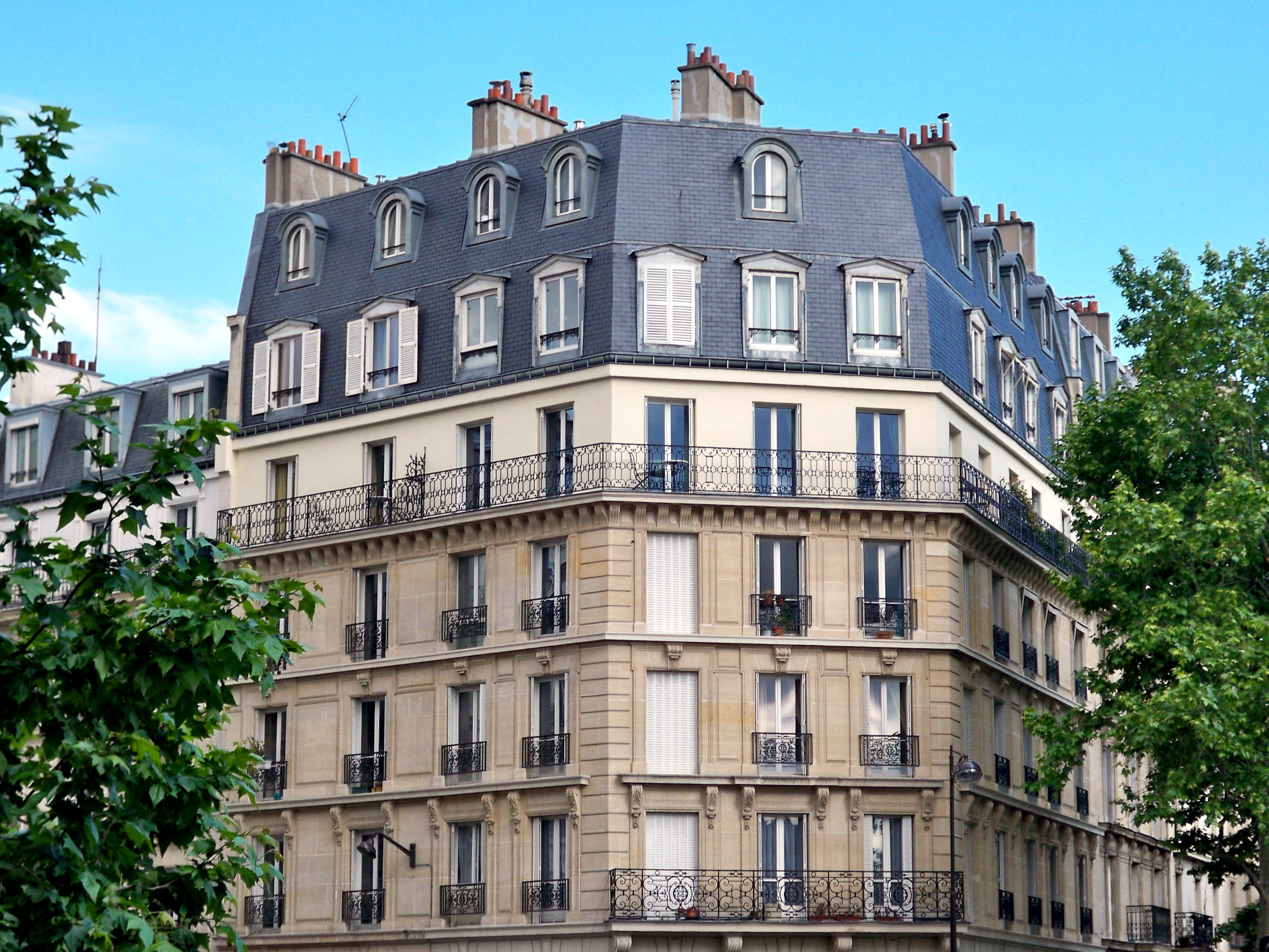

## Vervoer
De lijnen 8, 12 en 13 van de metro van Parijs komen door het 7e arrondissement.

## Bevolking
| Jaar | Bevolking | Dichtheid      |
| ---- | --------- | -------------- |
| 1872 | 78.553    | 19.206 inw/km² |
| 1926 | 110.684   | 27.075 inw/km² |
| 1962 | 99.584    | 24.360 inw/km² |
| 1968 | 87.811    | 21.480 inw/km² |
| 1975 | 74.250    | 18.163 inw/km² |
| 1982 | 67.461    | 16.502 inw/km² |
| 1990 | 62.939    | 15.396 inw/km² |
| 1999 | 56.985    | 13.940 inw/km² |
| 2006 | 56.612    | 13.842 inw/km² |
| 2011 | 57.786    | 14.128 inw/km² |
| 2017 | 52.193    | 12.761 inw/km² |

- Bibliothèque nationale de France: cb11975580c (data)
- Gemeinsame Normdatei: 4453207-6
- Système universitaire de documentation: 029813484
- Virtual International Authority File: 234764773
- WorldCat: E39PBJrGrycKVGHTHp9hF4bPQq